# Tron: The Ghost in the Machine
Tron: The Ghost in the Machine é uma série limitada de história em quadrinhos de seis álbuns publicada pela Slave Labor Graphics entre 2006 e 2008. É uma continuação dos acontecimentos retratados no filme Tron e no jogo eletrônico Tron 2.0, embora não esteja no cânone da franquia Tron de acordo com Steven Lisberger, criador do longa-metragem original, e Joseph Kosinski, diretor de Tron: O Legado.

## Desenvolvimento
Em 2005, a Slave Labor Graphics anunciou uma nova história em quadrinhos que seguiria as aventuras de uma cópia digital de Jet Bradley, filho de Alan Bradley. A série foi publicada de forma irregular, durando de abril de 2006 a setembro de 2008. Em julho de 2009, um livro do tipo trade paperback contendo todos os 6 álbuns foi lançado. As histórias foram escritas por Landry Walker e Eric Jones, com Louie De Martinis fazendo a arte dos dois primeiros álbuns e Michael Shoyket do restante.

## Enredo
A história gira em torno de um programa que acredita ser um usuário chamado Jet Bradley, filho de Alan Bradley - programador original de Tron. Essa versão de Jet é na verdade uma cópia do verdadeiro, que explorou o universo computacional conhecido como Grade em Tron 2.0, mas deixou para trás essa versão digital que é, em realidade, um de três seres distintos representados pelas cores vermelho, azul e verde. Eventualmente, o programa protagonista e os outros dois convergem em um único ser, resultando em uma versão una branca do "usuário".
O programa unificado, em dado momento, conversa face a face com o verdadeiro Jet e recebe dele a oportunidade de, utilizando um código criado por Alan Bradley para varrer usuários não autorizados da Grade, sair da mesma e vir para o mundo real. Esse código, chamado de "Tron Legacy Code", estava integrado em seu disco de identidade. O programa recusa a proposta de seu usuário, pois sua presença e a do código em seu disco na Grade são as duas únicas coisas que a deixam estável, sua saída significaria a destruição completa de todos que conhece ali. Ele acaba por aceitar sua vida de programa de computador.